# 杂合性丢失

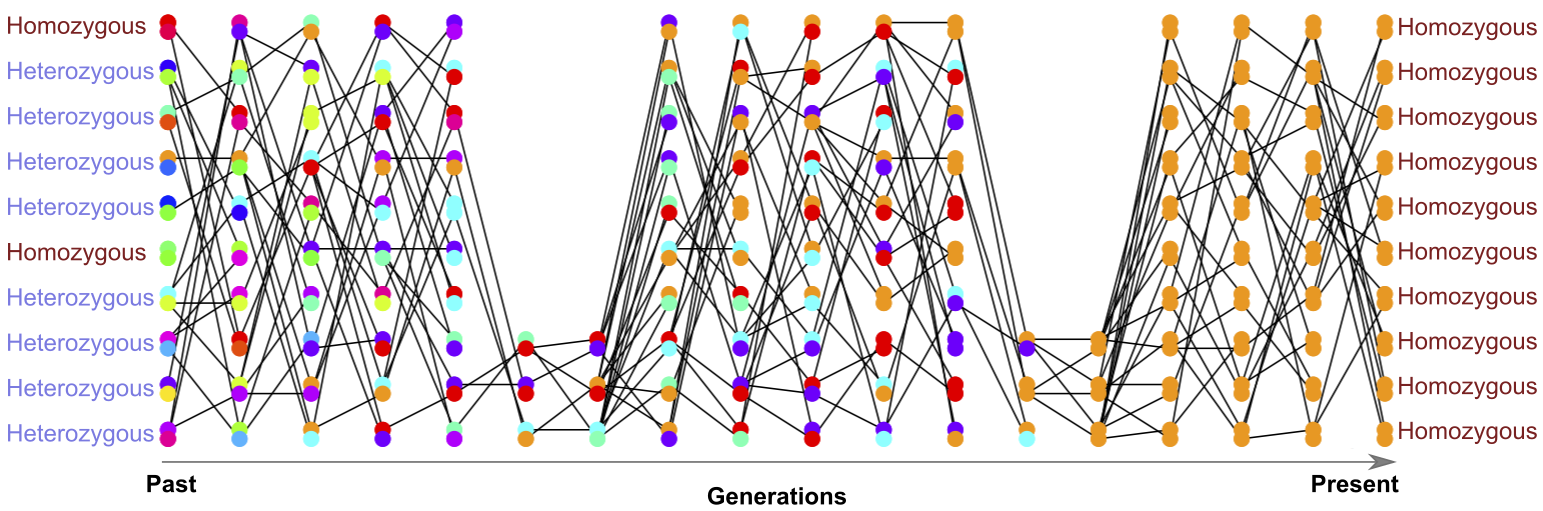
遭遇瓶颈效应的种群中发生的一起杂合性缺失。不同等位基因颜色不同。10个个体构成的二倍体族群, 因某原因仅剩余3个个体，导致了剩余个体及其后代都是纯合子。

杂合性缺失（縮寫LoH）是指一种使某特定基因缺失的基因组变化。所有二倍体细胞（如人类体细胞）皆有两套基因組，分别来自两亲本的染色体对；每份基因组包含大约30亿个碱基。人们多数基因组上的位置都是一致的，但一小部分存在差异，这种差异通常是含有两种碱基中二选一（例如A或G），而这些位点被称为“單核苷酸多態性”，英文常简写为SNP。当来自亲本的基因组拷贝在这些多态性区域（即SNP）上有不同的碱基，则该区域具有杂合性。体细胞内的染色体大多成对，使得SNP位置有可能出现杂合现象。但是，某一亲本某区域的的拷贝有时可能丢失，以致于某一SNP位置只有一份拷贝而无法具有杂合性，此之谓“杂合性缺失”。由于某一亲本拷贝丢失的杂合性缺失也被称为半合子状态。

## 癌症研究
癌症中经常发现有杂合性缺失，在缺失区域常常发现肿瘤抑制基因亦缺失：但是一份肿瘤抑制基因的缺失往往并不会引起癌症，因为另一份拷贝中的染色体对往往仍然存有这一基因，因而人们仍然可以在一份带有肿瘤抑制基因的拷贝丢失后仍然保持健康；然而，另一染色体对上的基因却可能因为点突变而失去作用，使得肿瘤抑制基因失效。需要说明的是，杂合性缺失并不一定代表两对基因纯合（即两对基因一模一样），这两对基因可以不同。

### 二次打击理论
- 第一次打击，理论上由点突变导致，但通常因为某一表观遗传学事件导致基因受抑制而产生（如肿瘤抑制基因Rb1受到磷酸化抑制）。在遗传相关的癌症中，患者往往生来就带有这一缺失，即第一次打击，但是患者并不会立刻患上癌症，因为其有缺失的基因的等位基因仍然正常。
- 第二次打击 第二次打击是由于某段基因的删除所引起的剩余癌症抑制基因的丢失。关于RB1杂合性缺失的早期文献称，这一缺失来自于有丝分裂重组、基因转换、拷贝数中性的杂合性缺失，而非删除。拷贝数中性的杂合性缺失（Copy Neutral LoH或CN-LoH）不能由基因组杂交比较数目发现，需要确定等位基因的基因型。但无论通过什么途径，在第一次打击发生前提下，发生的第二次打击，使得肿瘤抑制基因丢失，患者将患上肿瘤。